# Lambert Einspieler

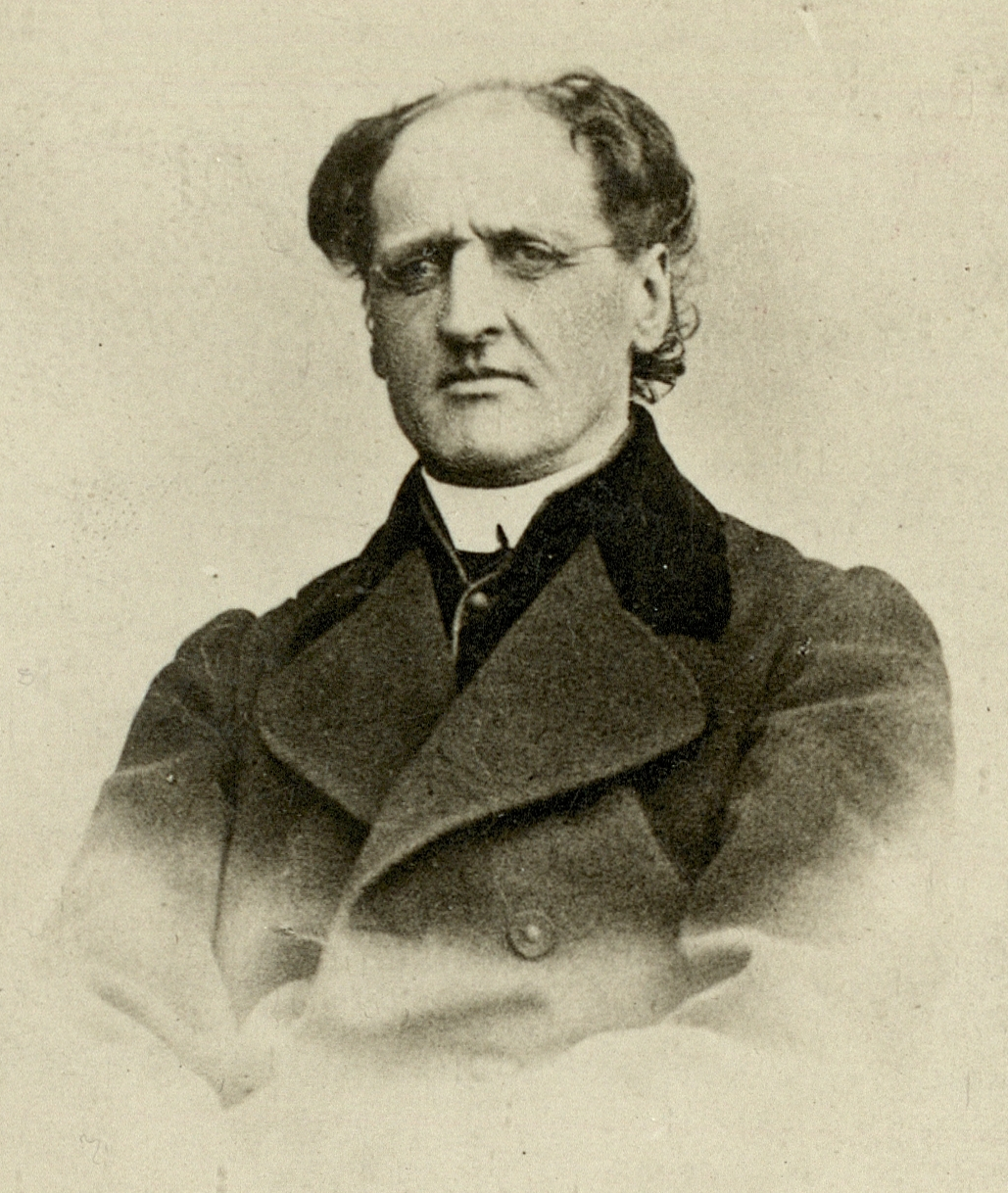
Lambert Einspieler

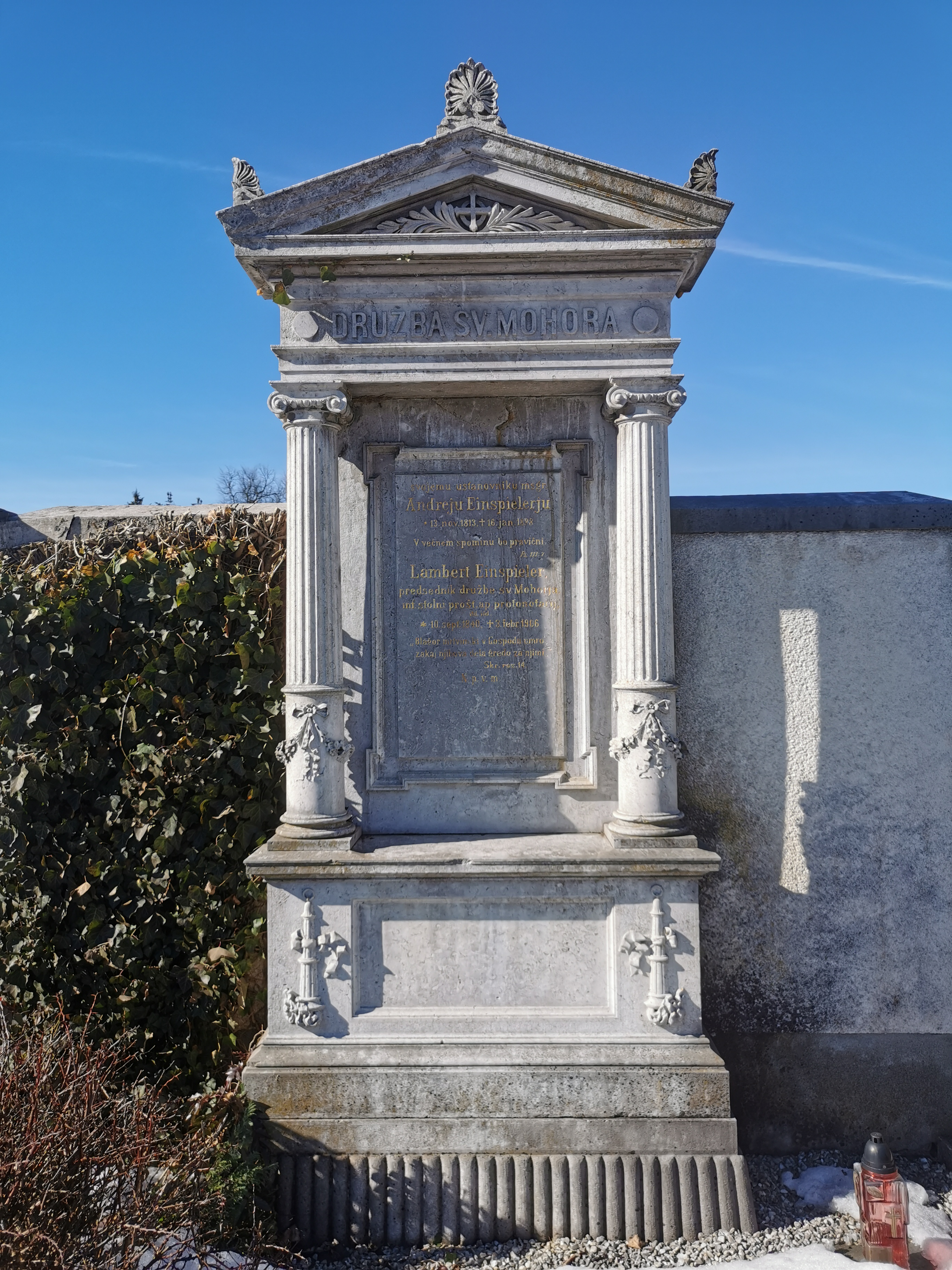
Grab von Andrej und Lambert Einspieler am Friedhof St. Ruprecht in Klagenfurt

Lambert Einspieler (* 10. September 1840 in Feistritz im Rosental; † 3. Februar 1906 in Klagenfurt) war römisch-katholischer Dompropst und Abgeordneter zum Österreichischen Abgeordnetenhaus.

## Leben
Lambert Einspieler war Sohn des Gregor Einspieler († 1878), einem Kleinlandwirt. Er besuchte von 1851 bis 1859 ein Gymnasium in Klagenfurt und später ein Priesterseminar in Klagenfurt. Im Jahr 1863 erhielt er die Priesterweihe. 1863 war er Kaplan in Kappel an der Drau, 1864 am Luschariberg (heute Camporosso) und 1866 in Villach. Ab 1868 war er Hofkaplan und Konsistorialsekretär. Im Jahr 1875 wurde er Konsistorialrat. Von 1881 bis 1891 war er Ordinariatskanzler und 1884 wurde er Domherr. Ab dem Jahr 1886 war er Kapitelvikar, ab 1895 Domscholasticus und letztendlich im Jahr 1899 Dompropst von Gurk-Klagenfurt.
Lambert Einspieler war auch im slowenisch-katholischen Bildungsvereins Družba sv. Mohorja (St. Hermagoras-Bruderschaft) tätig. In diesem Verein fungierte er von 1869 bis 1886 als Sekretär und ab 1888 als Obmann-Stellvertreter. Von 1899 bis 1906 war er Obmann dieses Vereins. Er war auch Mitbegründer der Slowenischen Sparkasse in Klagenfurt und der Slowenischen Wirtschaftsgenossenschaft in Kühnsdorf.

## Politische Funktionen
- 27. März 1897 bis 7. September 1900: Abgeordneter des Abgeordnetenhauses im Reichsrat (IX. Legislaturperiode), Kronland Kärnten, Kurie Landgemeinden 1, Regionen Klagenfurt, Feldkirchen, Völkermarkt, Kappel, Bleiburg, Eberndorf; er war der erste Vertreter der Slowenen im Parlament

## Klubmitgliedschaften
Lambert Einspieler war Mitglied im slowenisch-katholischen Slavischen christlich-nationalen Verband (Slovanska krscanska-narodna zveza).